# Siegbert Cohn
Siegbert Cohn (geboren 28. Juni 1884 in Berlin; gestorben 25. April 1942 in Santa Monica, USA) war ein Verleger in Berlin.

## Leben
Er kam aus jüdischen Familien aus Polen. Der Vater Kassaniel Karl Cohn (1838–1910) war ein Kaufmann in Berlin, der aus Schmiegel (Śmigiel) in der Provinz Posen stammte. Die Mutter Rosalie, geborene Tuchband, war aus Warschau. Er hatte mehrere ältere Geschwister, der Bruder William Cohn (1880–1961) wurde ein bekannter Ostasienexperte.
Siegbert Cohn besuchte das Friedrichwerdersche Gymnasium in Berlin, wo er sich unter anderem mit dem späteren Theaterkritiker Siegfried Jacobsohn anfreundete. Danach machte er eine Ausbildung zum Buchhändler in Berlin und war anschließend in Paris und London tätig.
Seit 1905 lebte er wieder in Berlin.
1906 gründete Siegbert Cohn mit seinem Freund Erich Oesterheld den Verlag Oesterheld & Co. in Charlottenburg in der Lietzenburger Straße 48. Sein Vater hatte ihn dabei wahrscheinlich finanziell unterstützt. Dieser entwickelte sich schnell zu einem der wichtigsten Theaterverlage in Deutschland. (Er gab unter anderem Die Schaubühne von Siegfried Jacobsohn und die Zeitschrift für Ostasien seines Bruders William Cohn heraus.)
1907 gründete Siegbert Cohn außerdem den kleinen Pan-Verlag unter derselben Verlagsadresse. Dieser gab vor allem kulturphilosophische Publikationen heraus.
Seit 1920 führte Siegbert Cohn den Verlag Oesterheld & Co. allein weiter, nachdem sein Miteigentümer Erich Oesterheld überraschend gestorben war.
Er gab dort in den folgenden Jahren auch einige jüdische Literatur, zum Beispiel von Scholem Aleichem, und Schriften gegen den Antisemitismus heraus.
1935 musste Siegbert Cohn den Verlag Oesterheld & Co. schließen. Ein Teil des Bestandes und das Archiv wurden danach vernichtet.
Er emigrierte in die USA. 1942 starb er in Santa Monica, wo auch seine Autoren Klaus und Erika Mann zeitweise lebten.
Dokumente über Siegbert Cohn befinden sich im Bundesarchiv (R 9361-V/4625, Reichskulturkammer). Ein ex libris-Aufkleber von ihm ist in der Florida International University aufbewahrt.